# Tuo, Simon
Tuo, Simon (Love, Simon) è un film del 2018 diretto da Greg Berlanti.
Il film è l'adattamento cinematografico del romanzo Non so chi sei, ma io sono qui (Simon vs. the Homo Sapiens Agenda) di Becky Albertalli, successivamente reso omonimo al film nel mercato italiano per facilitarne la commercializzazione.
Protagonista della pellicola è Nick Robinson, che interpreta il diciassettenne gay Simon, alle prese con gli amici, la famiglia, un amore segreto on-line e un bullo che minaccia di rivelare a tutti la sua omosessualità. Fanno parte del cast anche Katherine Langford, Alexandra Shipp, Miles Heizer, Logan Miller, Jennifer Garner e Josh Duhamel.

## Trama
Il diciassettenne Simon vive tranquillamente con la sua famiglia e frequenta l'ultimo anno di un liceo vicino a casa. Trascorre il suo tempo libero con gli amici Leah, Abby e Nick. Simon, però, non ha rivelato a nessuno il suo più grande segreto: essere gay.
Da un po' di tempo intrattiene uno scambio di email con un misterioso ragazzo gay di nome Blue, di cui si innamora e con cui scrive sempre, cercando di capire chi sia. Un giorno, utilizza un computer nella biblioteca della scuola per consultare la casella di posta elettronica, ma per non far leggere le email al preside, chiude frettolosamente il PC e se ne va.
Martin, suo compagno di classe, usa il computer dopo di lui e, accendendolo, si ritrova a leggere le email di Simon, di cui fa degli screenshot. Martin decide quindi di ricattare Simon, minacciandolo di pubblicare i messaggi se non lo avesse aiutato a conquistare Abby, che però non degna Martin nemmeno di uno sguardo, dato che è innamorata di Nick. Simon accetta, temendo che, se le email divenissero pubbliche, Blue cesserebbe di scrivergli.
Simon, intanto, continua la sua ricerca per scoprire chi sia davvero Blue. Molti indizi portano a Bram, un ragazzo della sua stessa classe, ma dopo averlo visto a una festa insieme con una ragazza, le sue illusioni si sgretolano. Leah, la migliore amica di Simon, sta inoltre cercando di fargli capire che lei prova qualcosa per lui, ma il ragazzo pensa che le sue frasi sull'amore siano riferite a Nick.
A scuola, intanto, i ragazzi stanno preparando un musical a cui lavorano anche Simon, Abby e Martin. Simon decide quindi di andare con i due compagni a un fast food per ripassare le battute. Qui incontra un cameriere suo ex compagno di classe, Lyle, che sospetta essere Blue e quindi rinasce in Simon la speranza di averlo trovato. 
Intanto, Simon convince Leah a uscire con Nick.
Qualche tempo dopo il protagonista decide di parlare con Abby della propria omosessualità, ispirato dalle parole di Blue in una sua email, ma rimane colpito dal fatto che l'amica non sia particolarmente sorpresa.
La sera seguente Leah, Nick, Simon e Abby decidono di andare alla partita di football della scuola e qui Simon incontra Lyle, che tuttavia lascia intendere di avere un interesse per Abby. Quindi la speranza di aver trovato Blue crolla ancora una volta. Prima dell'inizio della partita, durante l'inno nazionale, Martin si dichiara ad Abby davanti a tutti, ricevendo però un rifiuto. Incominciano quindi prese in giro costanti nei confronti del ragazzo, che decide di pubblicare le email per distogliere l'attenzione di tutti da sé. Nel giro di pochi minuti tutti gli studenti vengono a sapere dell'omosessualità di Simon, compresi la sorella minore Nora e gli amici. Leah, Nick e Abby sono molto arrabbiati con Simon perché ha cercato di ostacolare le loro storie d'amore per ricavare ciò che voleva lui. Durante il momento del pranzo alcuni ragazzi incominciano a prendere in giro Simon per il fatto di essere gay e i suoi amici iniziano a rendersi conto dello stato d'animo dell'amico, anche se rimangono molto arrabbiati con lui. In un confronto con Martin, Simon lo rimprovera di avergli negato il diritto di parlare lui stesso della propria omosessualità secondo i propri tempi e con le persone per lui veramente importanti. Inoltre, Blue, impaurito dal clamore sollevato, ha interrotto qualunque contatto con Simon.
Il giorno di Natale Simon ammette di essere gay davanti ai genitori i quali, soprattutto il padre, rimangono colpiti. Intanto, il protagonista pensa di aver finalmente trovato Blue, quando rilegge le email e trova una frase del misterioso ragazzo che dice di dover partire con il padre verso una casa nel bosco. Simon si ricorda quindi di un compagno di teatro che doveva appunto partire, Cal, ma rimane ancora una volta deluso quando questo nega di essere Blue.
Simon decide allora di scrivere un post sul sito in cui erano finite le sue email, nel quale si scusa con gli amici per il suo comportamento e racconta pubblicamente di quando Blue gli disse di sentirsi su una ruota panoramica, perché un attimo prima si è il re del mondo e quello dopo negli abissi. Simon dice anche a Blue che se vorrà finalmente dire chi è, potrà incontrarlo al luna park, sulla ruota panoramica, dopo lo spettacolo. Leah, Nick e Abby si riappacificano con Simon e accompagnano tutti l'amico nel punto dell'incontro. Dopo numerosi giri, le speranze di conoscere Blue diminuiscono di volta in volta. Dopo aver finito i biglietti a disposizione, arriva Martin che si scusa con Simon e paga altri giri all'amico. In quel momento arriva anche Blue, che si rivela essere Bram. I due salgono insieme sulla ruota panoramica e, una volta raggiunto il punto più alto, si baciano appassionatamente. Simon chiede poi a Bram per quale motivo la sera della festa era con una ragazza e lui risponde che ci è stato a causa dell'alcol e la poca sobrietà che aveva al momento.
La mattina seguente il gruppo, formato ora da cinque amici, si reca a scuola, decisamente più uniti e sereni di prima.

## Produzione

### Sviluppo
Nell'ottobre del 2015 Fox 2000 Pictures annuncia di aver acquistato i diritti del romanzo di Becky Albertalli. A settembre 2016, Greg Berlanti viene assunto per dirigere l'adattamento cinematografico del romanzo.
Il budget del film è stato di 17 milioni di dollari.

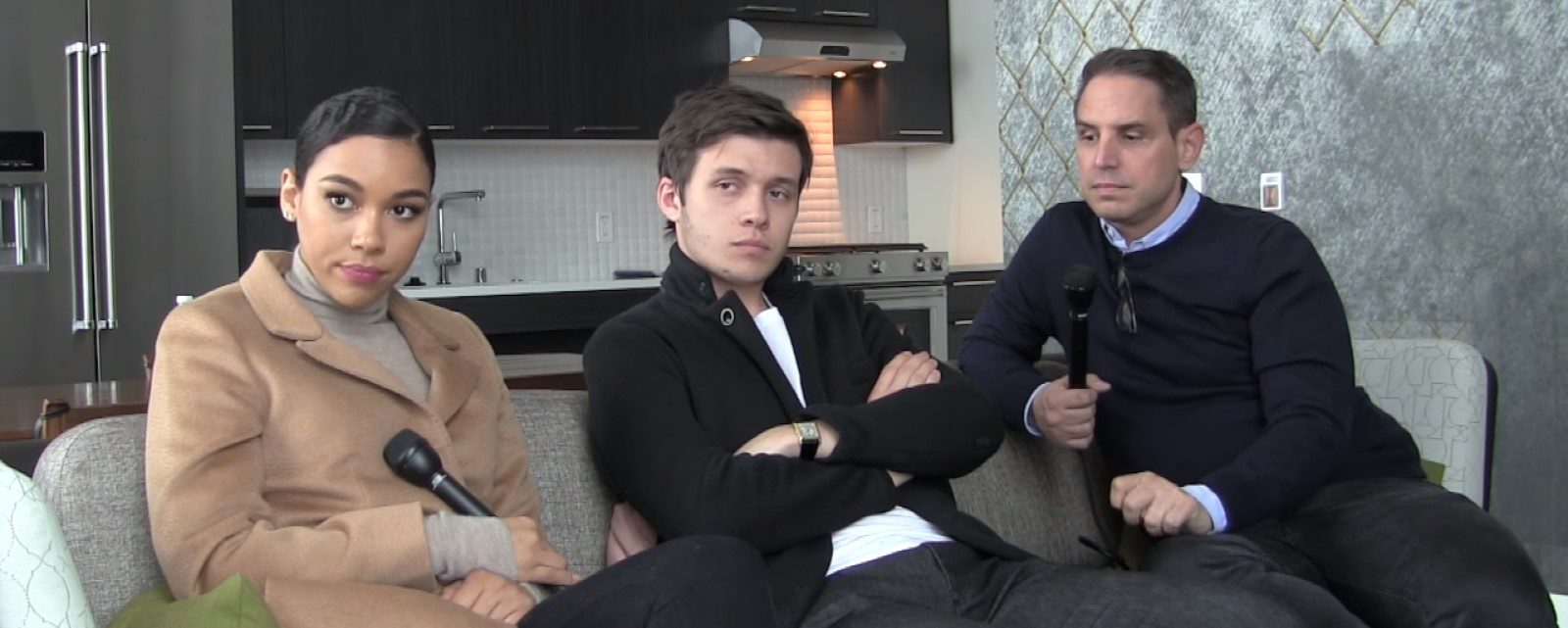
Il regista Greg Berlanti, Nick Robinson e Alexandra Shipp durante un'intervista sul film

### Cast
Nel dicembre 2016, Nick Robinson è in stato di trattativa per recitare nel film nei panni del protagonista Simon; successivamente è entrato a far parte del cast. Jennifer Garner è entrata a far parte del film nel febbraio 2017, nel ruolo della madre del protagonista.

### Riprese
Le riprese sono incominciate il 6 marzo 2017 ad Atlanta e sono terminate il 23 aprile seguente.

### Post-produzione
Il 2 ottobre 2017, il titolo del film è stato cambiato da "Simon vs The Homo Sapiens Agenda" a "Love, Simon".

## Colonna sonora

### Tracce
1. Bleachers – Alfie's Song (Not So Typical Love Song)
2. Bleachers – Rollercoaster
3. Jack Antonoff & MØ – Never Fall in Love
4. Troye Sivan – Strawberries & Cigarettes
5. Amy Shark – Sink In
6. Khalid & Normani – Love Lies
7. Brenton Wood – The Oogum Boogum Song
8. The 1975 – Love Me
9. Whitney Houston – I Wanna Dance with Somebody
10. Jackson 5 – Someday At Christmas
11. Haerts – Wings
12. Bleachers – Keeping A Secret
13. Bleachers – Wild Heart

Durata totale: 0:00

## Promozione
L'11 ottobre 2017 viene pubblicato dalla Fox 2000 Pictures il primo poster ufficiale del film.
Il primo trailer è stato diffuso online il 28 novembre 2017. Quello italiano, invece è stato diffuso online il 13 febbraio 2018.

## Distribuzione
Il film è stato distribuito nelle sale cinematografiche statunitensi il 16 marzo 2018, mentre in quelle italiane a partire dal 31 maggio 2018. In Italia è stato distribuito a maggio come anteprima in alcuni cinema.
Il film è stato notevolmente apprezzato da diverse celebrità le quali, dopo l'uscita del film, hanno acquistato dei cinema e offerto proiezioni gratuite del film al pubblico, poiché ritenevano che trasmettesse un messaggio importante. Tra queste celebrità figuravano Jennifer Garner, Kristen Bell, Neil Patrick Harris, Matt Bomer, Robbie Rogers, Benj Pasek, Andrew Rannells e Jesse Tyler Ferguson.

### Censura
Il film avrebbe dovuto essere essere distribuito in India il 1º giugno 2018 ma, a causa della censura nei confronti delle relazioni omosessuali (illegali all'interno del paese), l'uscita è stata bloccata.

## Accoglienza

### Incassi
Il film ha incassato 4,6 milioni di dollari nel suo primo giorno di proiezione. Al secondo giorno di proiezione ha incassato 11,5 milioni di dollari, esordendo al 5º posto al botteghino del weekend.
In una sola settimana il film ha incassato 23,7 milioni di dollari. In totale nel mondo il film ha incassato $ 66,3 milioni di dollari.

### Critica
Tuo, Simon ha ricevuto il plauso dalla critica, ed è stato definito "enormemente affascinante il film che piace al pubblico" da The Guardian e "dolce e divertente film di formazione di cui il pubblico si innamorerà sicuramente" da Deadline Hollywood.
Sul sito web Rotten Tomatoes, il film riceve un alto indice di apprezzamento del 92% e un voto di 7,5/10, basato su 241 recensioni. Sulla piattaforma Metacritic ha invece un punteggio medio di 72 su 100 sulla base di 38 recensioni, indicando "recensioni generalmente positive"
La scrittrice Becky Albertalli, autrice del romanzo su cui è basato il film, ha anch'ella elogiato il film, dichiarando in un'intervista: "È divertente, pertinente, senza tempo, affascinante, onesto, doloroso e molto romantico. Dice esattamente quello che volevo che il libro dicesse".

## Sequel e Spin-Off
Mentre il libro ha un sequel intitolato Leah on the Offbeat, che vede come protagonista Leah, al momento non ci sono piani ufficiali su un sequel del film. Benché Greg Berlanti abbia indicato che, dopo aver visto il successo del film, non si sarebbe necessariamente opposto alla regia di un sequel, affermando che "Dio vuole che il film abbia abbastanza successo per far sì che la gente chieda qualcosa del genere. Mi è piaciuto molto lavorare a questo film assieme a queste persone. Mi piacerebbe passare più tempo con loro, sarebbe bello!". Quando è stato chiesto un seguito, Katherine Langford ha dichiarato "Bisognerebbe capire chi lo realizzerebbe, ma se il copione fosse interessante e il regista avesse le idee chiare, non ci sarebbero problemi. Sono sempre pronta a raccontare una bella storia".
A seguito dell'acquisizione della 20th Century Fox Film Corporation, casa di produzione e distribuzione di Tuo, Simon da parte di Walt Disney Company, viene reso noto che Disney avrebbe ordinato la produzione di una serie TV sequel dei romanzi di Albertalli sul quale Tuo, Simon è basato. La serie TV viene distribuita sulla piattaforma streaming Disney+.
La serie Love, Victor non è un adattamento di Leah on the Offbeat, ma piuttosto una nuova storia ambientata nello stesso liceo e segue le vicende del giocatore di basket Victor (interpretato da Michael Cimino) e la sua cotta per l'hipster, Benji (George Sear). Il 13 giugno 2019, l'attrice Ana Ortiz è stata scelta per interpretare Isabel, la madre di Victor. Il 15 agosto 2019, il resto del cast è stato rivelato. Inoltre, Nick Robinson torna come narratore e produttore della serie. Nel febbraio 2020, la serie, ora intitolata Love, Victor è stata annunciata in anteprima su Hulu per il giugno del 2020. Della vengono realizzate tre stagioni: la seconda, uscita nel 2021 e la terza nel 2022. La puntata finale è stata rilasciata in streaming il 15 giugno 2022.

## Riconoscimenti
- 2018 - MTV Movie & TV Awards[28]
  - Miglior bacio a Nick Robinson e Keiynan Lonsdale
  - Candidatura per il miglior momento musicale
- 2018 - Satellite Award[29]
  - Candidatura per il miglior attore a Nick Robinson
  - Candidatura per la migliore canzone originale a Alex Hope, Jack Antonoff e Troye Sivan per Strawberries & Cigarettes
- 2018 - Teen Choice Awards[30]
  - Miglior film commedia
  - Miglior stella emergente in un film a Nick Robinson
  - Candidatura per la miglior intesa in un film a Nick Robinson e Keiynan Lonsdale
- 2019 - Black Reel Awards[31]
  - Candidatura per la migliore canzone originale a Normani e Khalid per Love Lies
- 2018 - International Online Cinema Awards
  - Candidatura per il miglior film
  - Candidatura per il miglior attore a Nick Robinson
  - Candidatura per la miglior Sceneggiatura
  - Candidatura per la miglior canzone originale
  - Candidatura per il miglior cast
- 2018 - Golden Trailer Awards[32]
  - Best Wildposts (Teaser Campaign)
  - Candidatura Best Romance
  - Candidatura Best Romance TV Spot
  - Candidatura Best Billboard
- 2018 - E! People's Choice Awards[33]
  - Candidatura per il film commedia preferito
  - Candidatura per l'attore preferito in un film a Nick Robinson
  - Candidatura per l'attore preferito in un film commedia a Nick Robinson